# Veronica Grace Boland

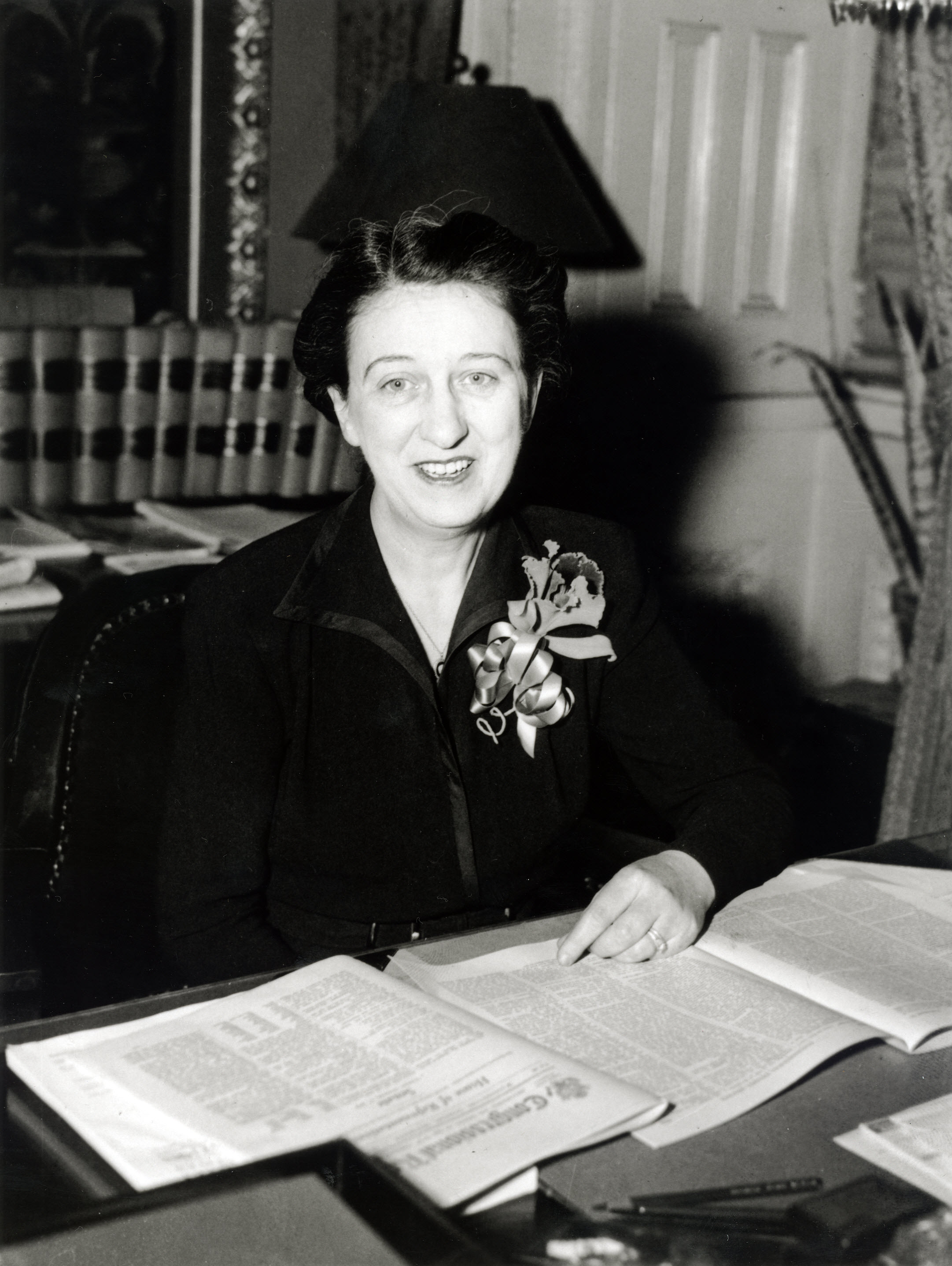
Veronica Grace Boland

Veronica Grace Boland (* 18. März 1899 in Scranton, Pennsylvania; † 19. Juni 1982 ebenda) war eine US-amerikanische Politikerin. In den Jahren 1942 und 1943 vertrat sie den Bundesstaat Pennsylvania im US-Repräsentantenhaus.

## Werdegang
Veronica Boland besuchte die öffentlichen Schulen ihrer Heimat und die Scranton Technical High School. Sie heiratete den Politiker Patrick J. Boland und wurde wie dieser Mitglied der Demokratischen Partei. Nach dem Tod ihres Mannes, der als amtierender Kongressabgeordneter verstarb, wurde sie bei der fälligen Nachwahl im elften Wahlbezirk von Pennsylvania als dessen Nachfolgerin in den Kongress gewählt. Zwischen dem 3. November 1942 und dem 3. März 1943 beendete sie dort die angebrochene Legislaturperiode. Für eine weitere Amtszeit stand sie nicht zur Verfügung.
Über das berufliche Leben von Veronica Boland vor und nach ihrer kurzen Kongresszeit ist nichts überliefert. Sie starb am 19. Juni 1982 in Scranton.